# ژرار مستراله
ژرار مستراله (به فرانسوی: Gérard Mestrallet) (زادهٔ ۱ آوریل ۱۹۴۹) کارآفرین و مدیر ارشد اجرایی فرانسوی است. او اکنون به‌عنوان رئیس هیئت مدیره و مدیر عامل اجرایی شرکت ژ د اف سوئز، همچنین رئیس هیئت مدیره شرکت سوئز آنویرونمان فعالیت می‌کند.
مستراله دانش‌آموختهٔ مدرسهٔ پلی‌تکنیک پاریس است و از سال ۱۹۸۴ تاکنون در استخدام شرکت برق ژ د اف سوئز است. او عضو هیئت مدیره چندین شرکت و سازمان دیگر، ازجمله شرکت سن-گوبن، الکترابل، آگواس دی بارسلونا و اینترنشنال پاور است.